# Episodi di Malibu, CA (seconda stagione)
La seconda stagione della serie televisiva Malibu, CA è stata trasmessa in anteprima negli Stati Uniti d'America in syndication tra il 9 ottobre 1999 e il 20 maggio 2000.
In Italia questa stagione fu trasmessa su Italia 1, ma solo i 13 episodi furono trasmessi.
| nº | Titolo originale             | Titolo italiano | Prima TV USA     | Prima TV Italia |
| -- | ---------------------------- | --------------- | ---------------- | --------------- |
| 1  | Race Your Dream              |                 | 9 ottobre 1999   |                 |
| 2  | Jason's Song                 |                 | 16 ottobre 1999  |                 |
| 3  | Aloha                        |                 | 23 ottobre 1999  |                 |
| 4  | Chasing Stads                |                 | 30 ottobre 1999  |                 |
| 5  | Off the Deep End             |                 | 6 novembre 1999  |                 |
| 6  | Dancing Fools                |                 | 13 novembre 1999 |                 |
| 7  | The Long Goodbye             |                 | 20 novembre 1999 |                 |
| 8  | Guess Who's Coming to Malibu |                 | 27 novembre 1999 |                 |
| 9  | Starstruck                   |                 | 4 dicembre 1999  |                 |
| 10 | The Comeback                 |                 | 11 dicembre 1999 |                 |
| 11 | The Best Man                 |                 | 15 gennaio 2000  |                 |
| 12 | Jason's Deal                 |                 | 22 gennaio 2000  |                 |
| 13 | Lisa's Ex                    |                 | 29 gennaio 2000  |                 |
| 14 | Retiring Dad                 |                 | 5 febbraio 2000  |                 |
| 15 | Goin' Up in Smoke            |                 | 12 febbraio 2000 |                 |
| 16 | Movin' on Out                |                 | 19 febbraio 2000 |                 |
| 17 | The New York Girl            |                 | 26 febbraio 2000 |                 |
| 18 | Educating Lisa               |                 | 4 marzo 2000     |                 |
| 19 | Wonderful Life               |                 | 1º aprile 2000   |                 |
| 20 | The Interview                |                 | 8 aprile 2000    |                 |
| 21 | Parent Trap                  |                 | 15 aprile 2000   |                 |
| 22 | Dr. Freeze                   |                 | 22 aprile 2000   |                 |
| 23 | The House Guest              |                 | 29 aprile 2000   |                 |
| 24 | Scott a Go Go                |                 | 6 maggio 2000    |                 |
| 25 | Big Daddy                    |                 | 13 maggio 2000   |                 |
| 26 | Three Dudes and a Baby       |                 | 20 maggio 2000   |                 |